# San Juan de la Nava (kommun)
San Juan de la Nava är en kommun i Spanien.   Den ligger i provinsen Provincia de Ávila och regionen Kastilien och Leon, i den centrala delen av landet, 80 km väster om huvudstaden Madrid. Antalet invånare är 532.